# Steve Sherwood
Stephen Sherwood, meglio conosciuto con il nome Steve (Selby, 10 dicembre 1953), è un ex calciatore inglese, di ruolo portiere.

## Biografia
Proviene da una famiglia di sportivi dato che anche suo padre era un calciatore, mentre sua madre era appassionata di atletica e suo fratello maggiore, John, è stato medaglia di bronzo ai i Giochi olimpici del 1968 a Città del Messico nella gara dei 400 metri ostacoli.
Si sposò con Rita Taylor, che fu colei che gli suggerì di indossare una caratteristica divisa rossa al posto della consueta verde che all'epoca indossavano tutti i portieri inglesi. Lasciata l'attività agonistica divenne un consulente finanziario indipendente e un consulente testamentario.

## Caratteristiche tecniche
Nei primi anni di carriera non fu molto costante come rendimento, cosa che migliorò con l'arrivo del tecnico Graham Taylor al Watford. Inoltre Sherwood aveva un buon tiro che gli permetteva di superare la metà campo con le rimesse dal fondo, cosa che gli permise di mettere a segno anche una rete.

## Carriera
Si forma calcisticamente nel Chelsea ove non trova molto spazio chiuso da Peter Bonetti e John Phillips, trovando possibilità di giocare solo in prestito, dapprima al Millwall e poi soprattutto al Brentford, club di quarta serie, ove nei due prestiti al club riesce a farsi notare da Mike Keen, allenatore del Watford, che lo acquista per il suo club per £5.000.
Prima però di passare al Watford, Sherwood fu prestato agli statunitensi dell'Hartford Bicentennials, franchigia della NASL. Con i Bicentennials non riuscì a superare la fase a gironi del torneo 1976. 
La squadra era in difficoltà anche per i problemi di gestione dello spogliatoio di Keen e solo con l'arrivo del tecnico Graham Taylor nel 1977 la situazione migliorò rapidamente. Sherwood con la sua squadra vinse la Fourth Division 1977-1978 mentre nella stagione seguente, in terza serie, ottenne la promozione in cadetteria grazie al secondo posto ed inoltre raggiunse le semifinali della Football League Cup 1978-1979, perse contro i futuri campioni del Nottingham Forest. Taylor ebbe una buona influenza su Sherwood, aiutandolo a migliorare nella costanza di rendimento.
Al termine della Second Division 1981-1982, chiusa al secondo posto, ottenne con i suoi la promozione in massima serie. La First Division 1982-1983 si concluse con un sorprendente secondo posto, ad undici punti dal Liverpool campione. Il piazzamento permise al Watford di qualificarsi alla Coppa UEFA 1983-1984, in cui raggiunse gli ottavi di finale ed in cui Sherwood giocò tutti e sei gli incontri disputati. Nella stessa stagione raggiunse con i suoi la finale della FA Cup 1983-1984, persa contro l'Everton. Negli anni seguenti, disputati sempre nella massima serie inglese, raggiunse anche la semifinale di FA Cup 1986-1987. Il 14 gennaio 1984 segnò anche una rete nella vittoria per 2-1 contro il Coventry City, superando il portiere avversario Radojko Avramović con un tiro di rimessa.
Chiuso al Watford da Tony Coton, Sherwood decise di passare al Grimsby Town nel 1987. Rimase in forza ai Mariners sino la 1992, retrocedendo in quarta serie al termine della Third Division 1987-1988. Sotto la guida di Alan Buckley tornò poi in terza al termine della Fourth Division 1989-1990 e la stagione seguente ottenne invece la promozione in cadetteria.
Lasciato il Grimsby Town passa nel 1993 al Northampton Town, in terza serie, poi al Lincoln City, per chiudere infine la carriera agonistica nel 1998 tra i dilettanti.

## Palmarès
- Fourth Division: 1

Watford: 1977-1978